# Bossiella californica
Bossiella californica (Decaisne) P.C. Silva, 1957  é o nome botânico  de uma espécie de algas vermelhas pluricelulares do gênero Bossiella, subfamília Corallinoideae.

## Sinonímia
- Amphiroa tuberculosa f. californica (Decaisne) Setchell & N.L. Gardner, 1903
- Bossea californica (Decaisne) Manza, 1937
- Bossea pachyclada W.R. Taylor, 1945
- Bossea angustata W.R. Taylor, 1945
- Bossiella pachyclada (Taylor) P.C. Silva, 1957